# Головна премія Дев'яти

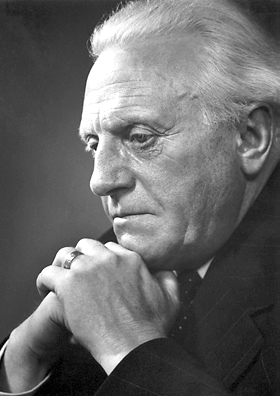
Пер Лагерквіст, 1928

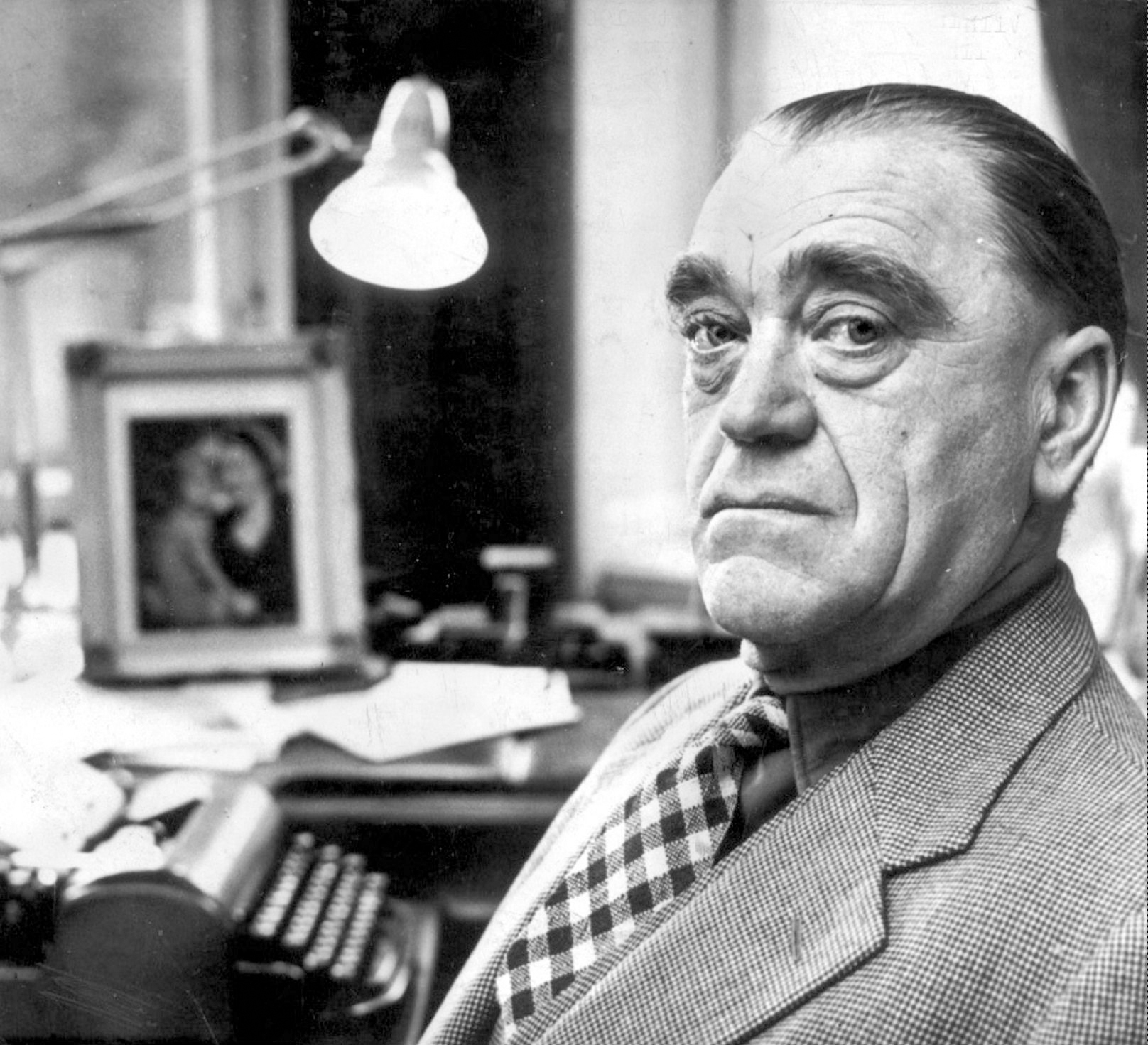
Вільгельм Муберг, 1939

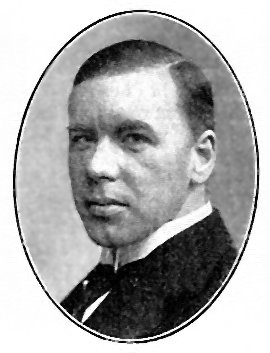
Андерс Естерлінг, 1959

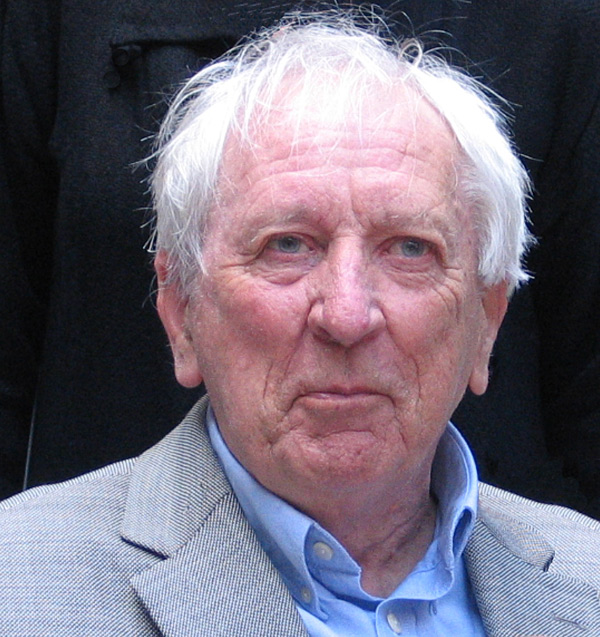
Томас Транстремер, 1979

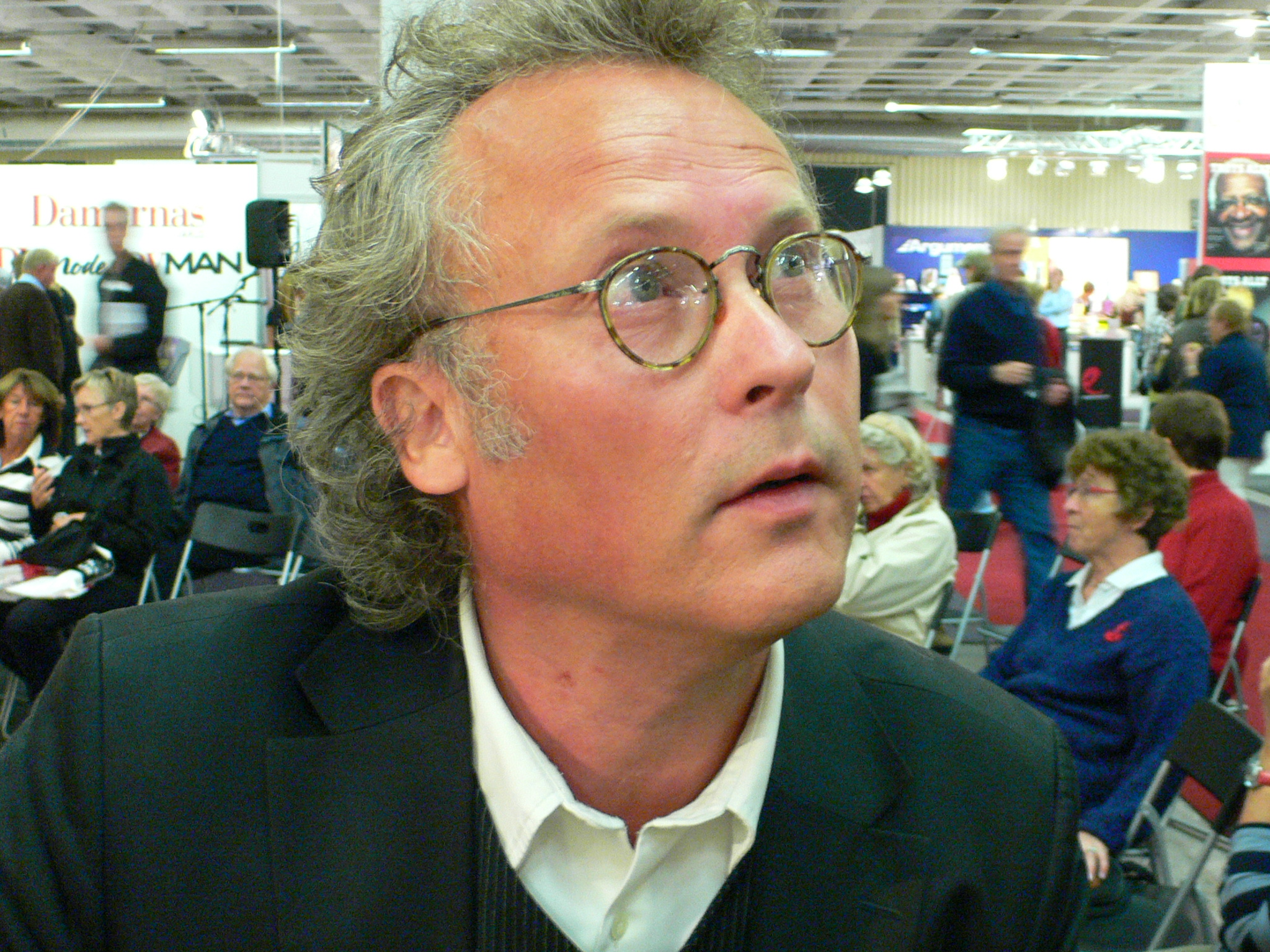
Клас Естергрен, 2005

Головна премія Дев'яти (швед. De Nios Stora Pris) — шведська літературна премія, яку присуджує Товариство Дев'яти з 1916 року, коли одразу сімох літераторів було удостоєно цієї нагороди. Початкова фінансова складова премії становила 10 тисяч шведських крон, проте поступово зростала: у 1989 році вона дорівнювала 50 тисячам, наступного року була збільшена до 100 тисяч, у 1998 році премія склала вже 200 тисяч, а позначки у 300 тисяч крон сягнула 2011 року.
У 1918, 1942, 1946 та 1982 роках премію не присуджували.

## Лауреати
- 1916 Ерік Аксель Карлфельдт, Бертель Гріпенберг, Вільгельм Екелунд, Аксель Лундегорд, Гільма Андегер Страндберг, Оскар Шерне, Вернер фон Гейденстам
- 1917 К. Г. Оссіаннільссон, Маріка Стірнстедт
- 1918 —
- 1919 К. Г. Оссіаннільссон
- 1920 Ганс Ларссон
- 1921 Улоф Гегберг
- 1922 Тур Гедберг
- 1923 Елдін Вегнер
- 1924 Вільгельм Екелунд, Густаф Улльман
- 1925 Фредрік Веттерлунд
- 1926 Яльмар Бергман
- 1927 Сігфрід Сівертс
- 1928 Людвіг Нордстрем, Пер Лагерквіст
- 1929 Пер Галльстрем, Аксель Лундегорд
- 1930 Ерік Блумберг, Бертель Гріпенберг
- 1931 Арвід Мерне, Ернст Дідрінг
- 1932 Емілія Фогельклоу
- 1933 К. Г. Оссіаннільссон
- 1934 Яльмар Седерберг
- 1935 Ір'є Гірн, Ярл Геммер
- 1936 Бертіль Мальмберг, Ейвінд Юнсон
- 1937 Густаф Гелльстрем
- 1938 Гаррі Мартінсон
- 1939 Вільгельм Муберг
- 1940 Ельмер Діктоніус, Бертель Гріпенберг, Ярль Геммер, Арвід Мерне, Еміль Зілліакус
- 1941 Улле Гедберг, Івар Лу-Юганссон
- 1942 —
- 1943 Свен Лідман
- 1944 Моа Мартінсон
- 1945 Франс Г. Бенгтссон
- 1946 —
- 1947 Ян Фрідегорд
- 1948 Зігфрід Ліндстрем
- 1949 Фрітьойф Нільссон Піратен, Юганнес Едфельт
- 1950 Нільс Ферлін
- 1951 Гуннар Екелеф, Люсьєн Морі
- 1952 Ір'я Бровалліус
- 1953 Таге Аурелль
- 1954 Габріель Єнссен
- 1955 Сівар Арнер
- 1956 Бу Бергман, Вальтер Юнгквст, Стіна Аронсон
- 1957 Карл Веннберг
- 1958 Еміль Зілліакус
- 1959 Андерс Естерлінг, Еверт Таубе
- 1960 Ларс Алін
- 1961 Ерік Ліндегрен, Густав Гедевінд-Ерікссон
- 1962 Ганс Руїн
- 1963 Артур Лундквіст, Біргітта Тротціг
- 1964 Раббе Енккелль, Педер Шегрен
- 1965 Віллі Чюрклунд
- 1966 Ларс Юлленстен
- 1967 Вернер Асперстрем, Пер-Ерік Рундквіст, Карл Фріес
- 1968 Іван Ольєлунд, Ельза Граве
- 1969 Альберт Вікстен, Ларс Форселль
- 1970 Стіг Клаессон, Майкен Юганссон
- 1971 Юн Ландквіст
- 1972 Суне Юнссон
- 1973 Тіто Колліандер
- 1974 Соня Окессон
- 1975 Барбру Альвінг, Єва Муберг
- 1976 Стен Гагліден, Улоф Гартман
- 1977 Сара Лідман
- 1978 Інгемар Леккіус
- 1979 Ганс О. Гранлід, Томас Транстремер
- 1980 Ларс Норен
- 1981 Ріта Торнборг
- 1982 —
- 1983 Бенгт Еміль Юнсон
- 1984 Бйорн фон Розен
- 1985 Йоран Пальм
- 1986 Гуннар Е. Сандгрен
- 1987 Леннарт Гелльсінг
- 1988 Йоран Сонневі
- 1989 Катаріна Фростенсон
- 1990 Тобіас Берггрен, Ларс Густафссон
- 1991 Ерік Бекман
- 1992 Йоран Тунстрем
- 1993 Леннарт Шегрен
- 1994 Пер Улоф Енквіст
- 1995 Бу Карпелан
- 1996 Ларс Андерссон
- 1997 Пер Вестберг
- 1998 П. С. Єрсільд
- 1999 Сігрід Комбюхен
- 2000 Челль Еспмарк
- 2001 Томас Транстремер
- 2002 Бруно К. Ейлер
- 2003 Анн Єдерлунг
- 2004 Торґні Ліндґрен
- 2005 Клас Естергрен
- 2006 Жак Веруп
- 2007 Туа Форсстрем
- 2008 Біргітта Лілльперс
- 2009 Стів Сем-Сандберг
- 2010 Інгвар Бйоркесон
- 2011 Крістіна Лугн
- 2012 Арне Юнссон
- 2013 Аріс Фіоретос